# Quiara Alegría Hudes
Quiara Alegría Hudes  (5 de octubre de 1977 ) es una escritora, y dramaturga portorriqueña - estadounidense, autora conocida por escribir el libro ganador del Premio Tony al mejor musical In the Heights. En 2012, ganó el Premio Pulitzer de Dramas por su obra Water by the Spoonful (Agua a cucharadas).

## Biografía
Hudes es originaria de Filadelfia, con padre judío y madre puertorriqueña, (líder espiritual de santería y de las tradiciones budistas, la animó a convertirse en escritora), creciendo en el oeste de Filadelfia (el barrio portorriqueño en Filadelfia), donde comenzó a componer música y a escribir. Siempre ha declarado que, es de "Puerto Rico y con sangre judía", y "criada por dos padres puertorriqueños". Su padrastro fue un empresario de Puerto Rico. Y se graduó en la Central High School; estudiando composición musical, en la Universidad de Yale, donde obtuvo su B.A.; y luego dramaturgia en la Universidad Brown, onteniendo un máster en Bellas Artes (M.F.A.) Es una escritora residente miembro de Nuevos Dramaturgos, y Page 73 Playwriting (Página 73 Dramaturgia). Para el año académico 2011-2012, Hudes, es escritora visitante en el Departamento de teatro en la Universidad Wesleyana en Middletown, Connecticut, impartiendo cursos intensivos avanzados, en dramaturgia.

## Obras
Con su original encarnación del off-Broadway, In the Heights (En las Alturas) recibió el Premio Lucille Lortel, y el Premio del Círculo de Críticos Exteriores (Outer Critics Circle Award) al Mejor Musical; fue nombrado el Mejor Musical de 2007 por la revista New York Magazine, y Mejor de 2007 por el New York Times; y obtuvo un Premio HOLA para el logro excepcional en Dramaturgia de la Organización Hispánica de Actores Latinos.
Su primera obra, Yemaya's Belly (El Vientre de Yemaya), recibió el Premio Clauder, el Premio Paula Vogel en Dramaturgia, y el Premio del Kennedy Center / ACTF en Dramaturgia Latina, y recibiendo numerosas producciones de todo el país.Gans, Andrew (16 de abril de 2012). «Water By the Spoonful Wins 2012 Pulitzer Prize for Drama». PlayBill (en inglés). Archivado desde el original el 27 de mayo de 2012. Consultado el 29 de julio de 2013. Su obra Elliot, a Soldier's Fugue (Elliot, la Fuga de un soldado) fue finalista, en 2007, del Premio Pulitzer, y se ha puesto en escena, alrededor de EE. UU., Rumania, y Brasil. Su obra 26 Miles recibió su estreno mundial en el Teatro Alianza en Atlanta en la temporada 2008-09, dirigido por Kent Gash. Su musical infantil Barrio Grrrrl! apareció en el Centro Kennedy de las Artes Escénicas, en 2009. En 2012, su obra Water by the Spoonful (Agua a cucharadas), donde volvió a los personajes de Eliot, ganó el Premio Pulitzer después de su estreno en el "Hartford Stage Company". Su última obra, The Happiest Song Plays Last (La canción más feliz suena última), la tercera de la trilogía de Eliot, abrió la temporada, en el Teatro Goodman de Chicago, el 13 de abril de 2013.

### Otras publicaciones

#### En castellano
- Bienvenidos A Mi Barrio: Mi Mundo de la A A la Z. Ilustró Shino Arihara. Edición ilustrada de Scholastic Inc. 32 pp. en línea (2010) ISBN 0545094259, ISBN 9780545094252

- Bienvenidos A Mi Barrio!. Editor Perma-Bound Books. (2002) ISBN 0605444714, ISBN 9780605444713

#### En inglés
- Welcome to My Neighborhood!: A Barrio ABC. Ilustró Shino Arihara. Edición ilustrada de Scholastic Inc. 32 pp. en línea (2010) ISBN 0545094240, ISBN 9780545094245

- Holy Broth: A Short Drama (Santo caldo: un drama corto). Editor Playscripts, 21 pp. (2007)

- The Adventures of Barrio Grrrl!: Installment 12; Lulu's Golden Shoes. Graduate Program in Creative Writing. Editor Brown Univ. 182 pp. (2004)

## Honores

### Membresías
En 2010, fue elegida Miembro de United States Artists. También ese año, aparece su primer libro de literatura infantil, In My Neighborhood (En mi Vecindario), publicado por Arthur Levine Books, e impreso por Scholastic Inc.

### Salón de la Fama
El 27 de octubre de 2011, Quiara Alegría Hudes fue la segunda mujer (y la primera hispana), que fue honrada con su instalación en el Salón de la Fama de Alumnos del Central High School.